# Крістіан Ґотліб Ґмелін (фармацевт)
Крістіан Ґотліб Ґмелін (10 січня 1749, Тюбінґен — 8 грудня 1809, так само) — німецький фармацевт.

## Біографія
Крістіан Ґотліб Ґмелін був фармацевтом у третьому поколінні. Він був сином фармацевта і лікаря Йоганна Конрада Ґмеліна і, наслідуючи приклад свого батька, також вивчав медицину. У 1785 році отримав ступінь доктора медицини в Університеті Ерлянґена. Окрім навчання, він був учнем свого прийомного діда Ґаума. Він три роки працював асистентом у Шаффгаузені, шість місяців у Карлсруе, чотири місяці у Франкфурті-на-Майні і півтора року в Ганновері. У 1772 році Ґмелін повернувся в Тюбінґен і склав іспит на фармацевта. Він став власником аптеки свого діда Ґаума, половина якої після смерті батька належала його матері.
Крістіан Ґотліб Ґмелін був високоповажним фармацевтом, і щодо його думки часто консультувалися у справах хімічних речовин. Його син, Крістіан Ґоттльоб Ґмелін, був професором хімії та фармації в Тюбінґенському університеті .